# Pieria (unità periferica)
L'unità periferica di Pieria (in greco Περιφερειακή ενότητα Πιερίας?) è una delle sette unità periferiche in cui è divisa la periferia della Macedonia Centrale. Il capoluogo è la città di Katerini.
Confina a nord con l'unità periferica di Pella, a sud con quella di Larissa, a ovest con quella di Kozani mentre a est si affaccia sul golfo di Salonicco. Il territorio, esteso per 1516 km quadrati, risulta essere prevalentemente pianeggiante nella zona che si affaccia sul golfo di Salonicco, mentre per il resto è montuoso e culmina nella parte meridionale con i 2917 m del Monte Olimpo. L'economia si basa soprattutto sull'agricoltura, sull'allevamento e sulla pesca, mentre l'industria e il terziario sono poco sviluppati. Nell'antichità il dipartimento faceva parte della Tessaglia ma nel VII secolo a.C. fu annesso alla Macedonia. Attualmente la popolazione ammonta a circa 116000 abitanti e la città più popolosa è Katerini (45000 abitanti circa) che si affaccia sul golfo di Salonicco ed è anche il capoluogo.

## Prefettura
La Pieria era una prefettura della Grecia, abolita a partire dal 1º gennaio 2011 a seguito dell'entrata in vigore della riforma amministrativa detta piano Kallikratis
La riforma amministrativa ha anche modificato la struttura dei comuni che ora si presenta come nella seguente tabella:
| Nuovo comune    | Vecchio comune   | Sede      |
| --------------- | ---------------- | --------- |
| Dion-Olympos    | Dion             | Litochoro |
| Dion-Olympos    | Olimpo Orientale | Litochoro |
| Dion-Olympos    | Litochoro        | Litochoro |
| Katerini        | Katerini         | Katerini  |
| Katerini        | Elafina          | Katerini  |
| Katerini        | Korinos          | Katerini  |
| Katerini        | Paralia          | Katerini  |
| Katerini        | Petra            | Katerini  |
| Katerini        | Pierion          | Katerini  |
| Pydna-Kolindros | Aiginio          | Aiginio   |
| Pydna-Kolindros | Kolindros        | Aiginio   |
| Pydna-Kolindros | Metone           | Aiginio   |
| Pydna-Kolindros | Pydna            | Aiginio   |

## Precedente suddivisione amministrativa
Dal 1997, con l'attuazione della riforma Kapodistrias, la prefettura della Pieria era suddivisa in tredici comuni.
| comuni           | codice YPES | capoluogo (se diverso) | codice postale | prefisso tel.   |
| ---------------- | ----------- | ---------------------- | -------------- | --------------- |
| Aiginio          | 4201        |                        | 603 00         | 23530-2         |
| Dion             | 4203        | Kondariotissa          | 601 00         | 23510-51        |
| Olimpo Orientale | 4202        | Leptokarya             | 600 63         | 23520-3         |
| Elafina          | 4204        | Palaio Keramidi        | 601 00         | 23510-92        |
| Katerini         | 4205        |                        | 601 00         | da 23510-2 a -7 |
| Kolindros        | 4206        |                        | 600 61         | 23530-3         |
| Korinos          | 4207        |                        | 600 62         | 23510-41        |
| Litochoro        | 4208        |                        | 602 00         | 23520-8         |
| Metone           | 4209        |                        | 600 66         | 23530-4         |
| Paralia          | 4210        | Kallithea              | 601 00         | 23510-4         |
| Petra            | 4211        | Kato Milia             | 601 00         | 23510-8         |
| Pierion          | 4212        | Ritini                 | 601 00         | 23510-82        |
| Pydna            | 4213        |                        | 600 64         | 23510-7         |